# Иоаннидис, Фотис
Фотис Иоаннидис (греч. Φώτης Ιωαννίδης; 10 января 2000, Халкида, Греция) — греческий футболист, нападающий клуба «Панатинаикос» и национальной сборной Греции.

## Клубная карьера
Иоаннидис — воспитанник клубов «Олимпиакос» (Халкида) и «Левадиакос». 24 октября 2017 года в поединке Кубка Греции против «Эгиниакоса» Фотис дебютировал за основной состав. 26 ноября в матче против «Астераса» он дебютировал в греческой Суперлиге. 30 октября 2018 года в поединке национального кубка против «Арис Авато» Фотис забил свой первый гол за «Девадиакос».